# وينكلارن
وينكلارن (بالألمانية: Winklarn) هي بلدة في منطقة أمستيتين في النمسا السفلى.